# Toshiyori

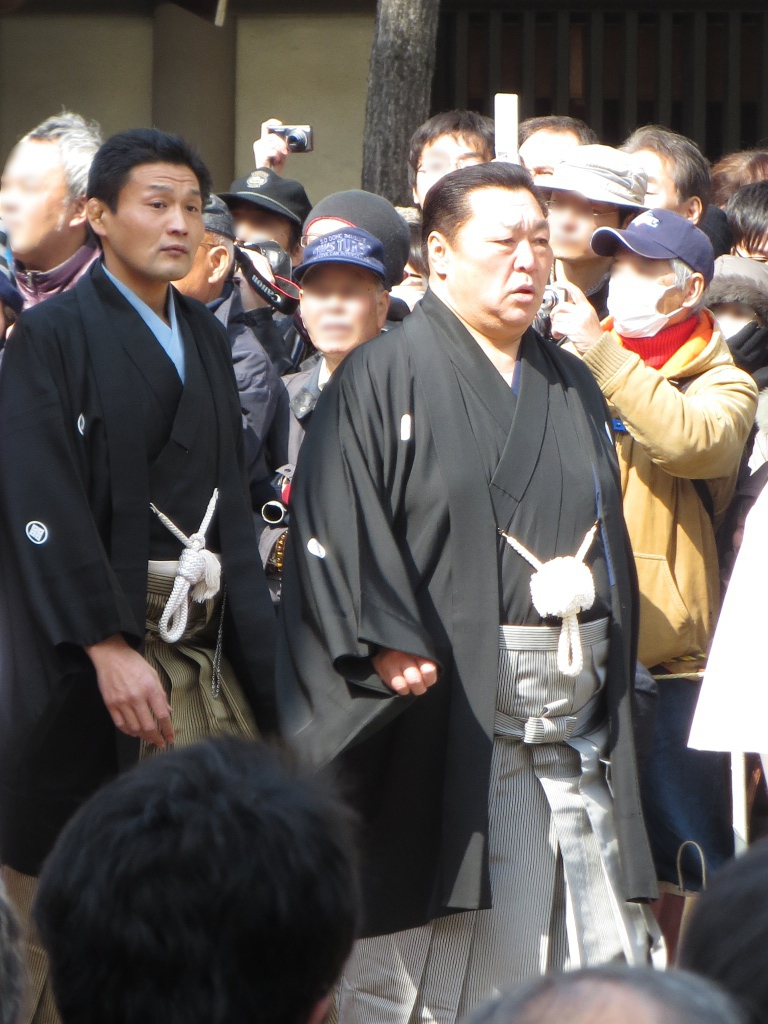
Takanohana y Kitanoumi como toshiyori en 2013.

Un toshiyori (年寄), también conocido como un oyakata (親方), es un ejecutivo (anciano) de sumo el cual ejerce la función de entrenador de los luchadores rikishi activos además de otras responsabilidades dentro de la Asociación Japonesa de Sumo (JSA). Todos los toshiyori han sido luchadores que han alcanzado el suficiente rango como para ser elegidos para este estatus. Los beneficios del título son considerables ya que a los toshiyori se le es garantizado el empleo hasta la edad de retiro obligatoria a los sesenta y cinco años y además también le son permitidos la gestión y liderazgo de los heya (establos de sumo), con un salario bastante cómodo de ¥15 millones de yenes al año.
Originado de una tradición que se remonta al período Edo, la posición de toshiyori fue creada en base a un sistema establecido en un tiempo cuando el sumo profesional era gestionado por diferentes asociaciones a lo largo de todo Japón. Para convertirse en toshiyori, un exluchador debe haber alcanzado todos los criterios y además formar parte de un sistema el cual ha sido reconocido como opaco. Este sistema, el cual involucra invertir varios millones de yenes para así poder heredar el derecho a ser entrenador, ha atravesado numerosas reformas, al principio solamente limitando la cantidad de personas las cuales pueden ser elegidas para formar parte del gabinete de la Asociación Japonesa de Sumo, y luego parcialmente reformándolo como un todo. A pesar de esto, la posición de toshiyori sigue siendo muy cotizada por los luchadores, manteniendo un alto nivel de especulación sobre los derechos del título.
Distribuidos dentro de la asociación, donde llevan a cabo diferentes tareas, los toshiyori también responden ante una clara jerarquía, siendo los de más alto rango los que eventualmente son elegidos directores y presidentes de la Asociación Japonesa de Sumo.

## Designaciones
Existen muchos términos con los cuales se puede definir a un entrenado en el mundo del sumo profesional. Junto al término de toshiyori (年寄), un entrenador de sumo también puede ser referido por los términos oyakata (親方), y shisō (師匠).
Antes de su aparición en el mundo del sumo durante el siglo XVII, el término toshiyori fue utilizado principalmente en el período Edo y mucho antes para referirse a los administradores gubernamentales de las provincias así como también a los líderes comunitarios, cuyo significado era "ciudadano mayor". Por su parte, el término oyakata es un sufijo utilizado en el sistema honorífico japonés como un título honorífico unido a los nombres propios. Inicialmente el término se usaba para referirse a una persona con el estatus de padre sustituto o hermano mayor, y también para referirse a un maestro aprendiz.
El término shisō, o maestro de establo, se refiere específicamente a un toshiyori el cual es dueño y entrenador de un heya, o establo de sumo. Este se encuentra en lo más alto de la pirámide social del heya, y asume un papel paternal sobre todos los luchadores bajo su cargo. De todos los entrenadores que puedan encontrarse en el establo, este es el único dueño y autoridad máxima de la vida comunal en el establecimiento.

## Historia

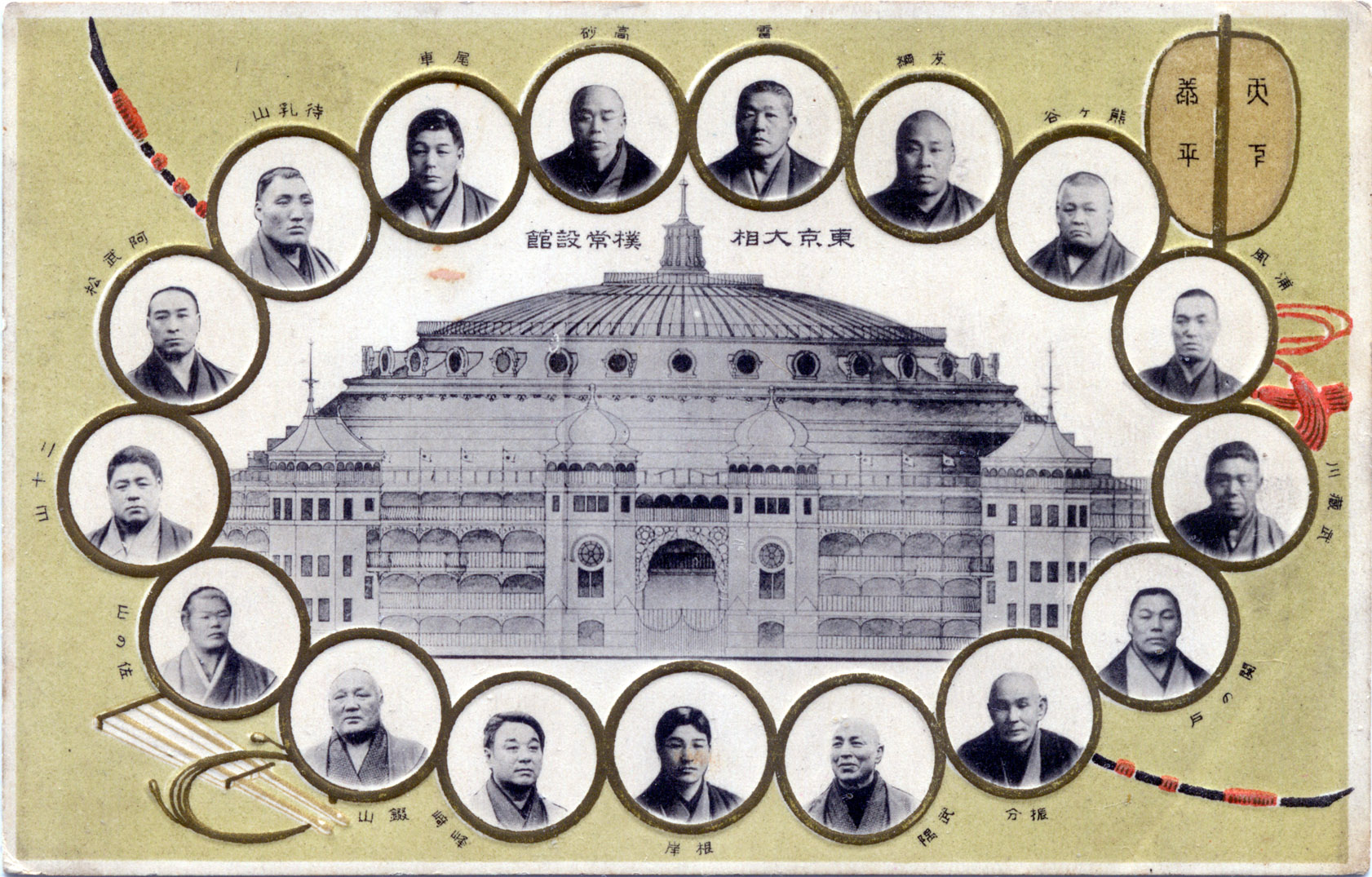
Postal conmemorativa del primer Ryōgoku Kokugikan en 1909 rodeado de varios toshiyori.

La función de ejecutivo de sumo (anciano), nació con la organización de los primeros torneos autorizados por las administraciones municipales de las ciudades mas grandes de Japón. Aunque el sumo como deporte se remonta a siglos mas atrás, la profesionalización del mismo empezó al inicio del período Edo. Durante este período, la paz establecida por el shogunato Tokugawa conllevó a la indigencia de muchos samurai los cuales habían perdido su estatus social otorgado por sus antiguos maestros (señores feudales), estos últimos siendo derrocados o asesinados para que el shogunato pudiera adquirir el control del país. Los samurai sin maestro, denominados rōnin, no tenían otra opción más que utilizar sus habilidades marciales para competir en torneos de sumo callejero, llamados tsuji-zumō (辻相撲, tsuji-sumo, literalmente "luchas de esquinas de calle"), para el entretenimiento de los peatones. Eventualmente, los intercambios entre los rōnin deshonrados y los plebeyos que formaban parte de los enfrentamientos en los torneos, generó varios conflictos relacionados con apuestas de dinero. Como resultado hubo muchas peleas e incluso hasta muertos por esto. Durante el período Keian, el orden público se alteró tanto que en 1648, las autoridades de Edo emitieron un edicto que prohibió las combates de sumo callejeros y aquellos eventos que se organizasen con el objetivo de levantar fondos durante las festividades. En 1684 (era Jōkyō), un rōnin de sumo cuyo nombre era Ikazuchi Gondaiyū obtuvo el permiso para levantar la prohibición establecida por las autoridades de Edo. Debido a que esto permitió el regreso de los combates al proponer una nueva etiqueta asociada a la organización de los mismos, Ikazuchi fue reconocido por las autoridades como un interlocutor clave, lo cual le ganó una licencia para poder organizar los torneos siendo una de las primeras personas en ser referida como un toshiyori en la historia del sumo. Luego, el término fue adoptado definitivamente por sus sucesores en la organización de torneos donde se siguió utilizando para referirse específicamente a todos aquellos maestros que liderasen a los luchadores que formaban parte de los eventos de caridad para los santuarios, y para aquellos que fuesen responsables de reforzar la disciplina durante las festividades evitando así peleas. Para organizar los torneos, el toshiyori utilizaba su antiguo nombre de ring (shikona) en las delegaciones que solicitaban el permiso del shogunato para llevar a cabo los eventos de sumo. En paralelo, con el surgimiento del título de toshiyori en la Asociación de Sumo de Edo, las asociaciones en las ciudades de Osaka y Kioto fueron organizadas al rededor de los títulos de totori y tōdori (頭取) respectivamente.
Durante el período Genroku, los diferentes grupos de sumo ya no se encontraban esparcidos por todo el país, si no que se habían asentado en las grandes ciudades de Edo, Osaka y Kioto. Estos grupos se organizaron a sí mismos bajo el liderazgo de un maestro o anciano, los cuales invitaban a los luchadores a vivir en sus hogares, adquiriendo luego el nombre de heya (significando "cada de fraternidad") en referencia a las habitaciones en las cuales los maestros se reúnen para organizar los combates durante los torneos. En 1719, las autoridades municipales de Edo emitieron un edicto que prohibió la existencia de todos aquellos grupos de sumo que no estuviesen profesionalizados para formar parte en los torneos de caridad. La consecuencia directa de este edicto fue la desaparición de los primeros maestros/ancianos que portaron el rango de rōnin, quedando solamente aquellos que fuesen luchadores retirados del ring. La organización basada en los edictos de la municipalidad de Edo fueron gradualmente implementadas en otras asociaciones de sumo como las de Osaka, Kioto y Nagoya durante el siglo XVIII. Con la reforma de los eventos de caridad, la cantidad de maestros/ancianos aumento de manera significativa, triplicándose en Edo entre los años 1720 y 1780. Durante la era Hōreki, los maestros empezaron a heredar y asumir los nombres de sus predecesores, con cada título estando afiliado al nombre del luchador que se había establecido como entrenador.La práctica de convertirse en maestro/anciano hasta la muerte o retiro también se volvió común durante este tiempo. A partir de los años 1750 en adelante, la práctica de invitar a a luchadores novatos a los hogares de los maestros fue aumentando, siendo estos los primeros ejemplos de los establos de sumo.
La práctica de permitirle a los exluchadores entrenar a los nuevos aspirantes fue eventualmente limitada en 1927, cuando las asociaciones de sumo de Tokio y Osaka se fusionaron. En ese tiempo se decidió que tanto la cantidad de maestros de Tokio (con ochenta y ocho ancianos) como la de Osaka (con diecisiete ancianos) formarían el número total de nombres que se podían heredar dentro de la recién fundada Asociación Japonesa de Sumo. A principios del siglo XX, las condiciones para poder heredar el nombre de un maestro/anciano se volvieron mas estrictas. Durante el período Edo, cualquier luchador o árbitro de cualquier rango podía heredar el nombre de su maestro, bajo cuya protección se había puesto, para perpetuar así su legado. Sin embargo, en 1920 se decidió que solo los luchadores y árbitros que hubiesen alcanzado el rango de sekitori podrían ser elegibles para el privilegio de heredar un nombre. En 1951, algunas posiciones (incluyendo el nombre Negishi) fueron descontinuadas. En 1958, los árbitros perdieron definitivamente su derecho a heredar un nombre con posición.
Tras la Restauración Meiji, el acceso al estatus de toshiyori sufrió varias reformas. Durante el período Edo, cuando el traspaso del estatus fue establecido, cualquier luchador o árbitro podía, virtualmente, heredar una posición sin hacer ningún pago en dinero, tan solo tenia que hacerse responsable del sustento de su maestro y esposa. Después de la Segunda Guerra Mundial, el título de toshiyori podía ser heredado por algunos quintales de arroz, ya que este período estuvo marcado por una dura escasez alimentaria. Durante los años 70, la cuestión de abrir el título de toshiyori (y finalmente la creación de los establos), a luchadores extranjeros se le presentó a la Asociación Japonesa de Sumo, esta última declaró que el sumo es el deporte nacional de Japón, y que era inconcebible pudiera participar como un entrenador/maestro. En 1976, una normativa interna definió que solo los ciudadanos japoneses podían convertirse en ancianos, esto con el objetivo no oficial de prevenir que los extranjeros tuvieran una gran influencia en el deporte al ocupar los cargos más importantes dentro de la asociación. Estas declaraciones fueron objeto de duras críticas por parte de la prensa. En ese tiempo hubo también varios llamados para que los luchadores extranjeros con carreras notables pudieran beneficiarse de un régimen excepcional y así poder heredar el rango de toshiyori. Estas críticas provocaron que la asociación tuviera que corregir su posición con respecto a este asunto. La Asociación Japonesa de Sumo subsecuentemente declaró que los luchadores estrella extranjeros Takamiyama y Kaneshiro serían elegibles para convertirse en maestros después de su retiro. Takamiyama fue el primero en retirarse, convirtiéndose en entrenador bajo el nombre Azumazeki y fundando así el Heya Azumazeki en 1986, siendo el primero luchador extranjero en hacerlo. Gradualmente, la asociación recibió a más y más luchadores extranjeros que querían convertirse en toshiyori. En 2014, el exluchador Kootōshū se convirtió en el primer toshiyori de origen europeo bajo el nombre Naruto. En 2017, el exluchador Kyokutenhō, el cual obtuvo la ciudadanía japonesa en 2005, se retiró y se convirtió en el primer toshiyori de origen mongol bajo el nombre Tomozuna.
Entre 1996 y 1998, la especulación de los pagos de las posiciones de toshiyori se volvió tan intensa que Sakaigawa (exluchador Sadanoyama), en aquel momento presidente de la Asociación Japonesa de Sumo, propuso una reforma del sistema en la cual introdujo la idea de prohibir de una vez por todas la compra y venta de los títulos, y poner aquellos títulos sin usar bajo la administración de la asociación. Sakaigawa se enfrentó a una dura oposición de parte del gabinete de directores, lo cual eventualmente le obligó a no solo retirar su propuesta si no también a renunciar a su cargo, ocasionando que el balance del gabinete cambiase del ichimon Dewanoumi al ichimon Tokitsukaze. Una alianza había sido formada previamente para oponerse a su reforma en las elecciones de directores de aquel momento.
En enero de 2014, la asociación cambió su forma legal al de una Fundación de Interés Público Incorporado (Public Interest Incorporated Foundation), lo cual tomo efecto desde marzo para así coincidir con las elecciones de directores tras negociaciones difíciles acerca del estatus de toshiyori. Los estatutos de la asociación fueron modificados ya que no era posible obtener el estatus de una fundación pública mientras se seguía autorizando lo que técnicamente es un pago para poder seguir trabajando hasta la edad de retiro en un mercado poco claro, mas parecido a un mercado negro. A pesar de que el sistema de posiciones fue mantenido, este sufrió un cambio en la administración, convirtiéndose en una gestión conjunta de posiciones bajo la supervisión de la asociación, generalizando así la hipotética prohibición sobre la compra de las posiciones.

## Convirtiéndose entoshiyori

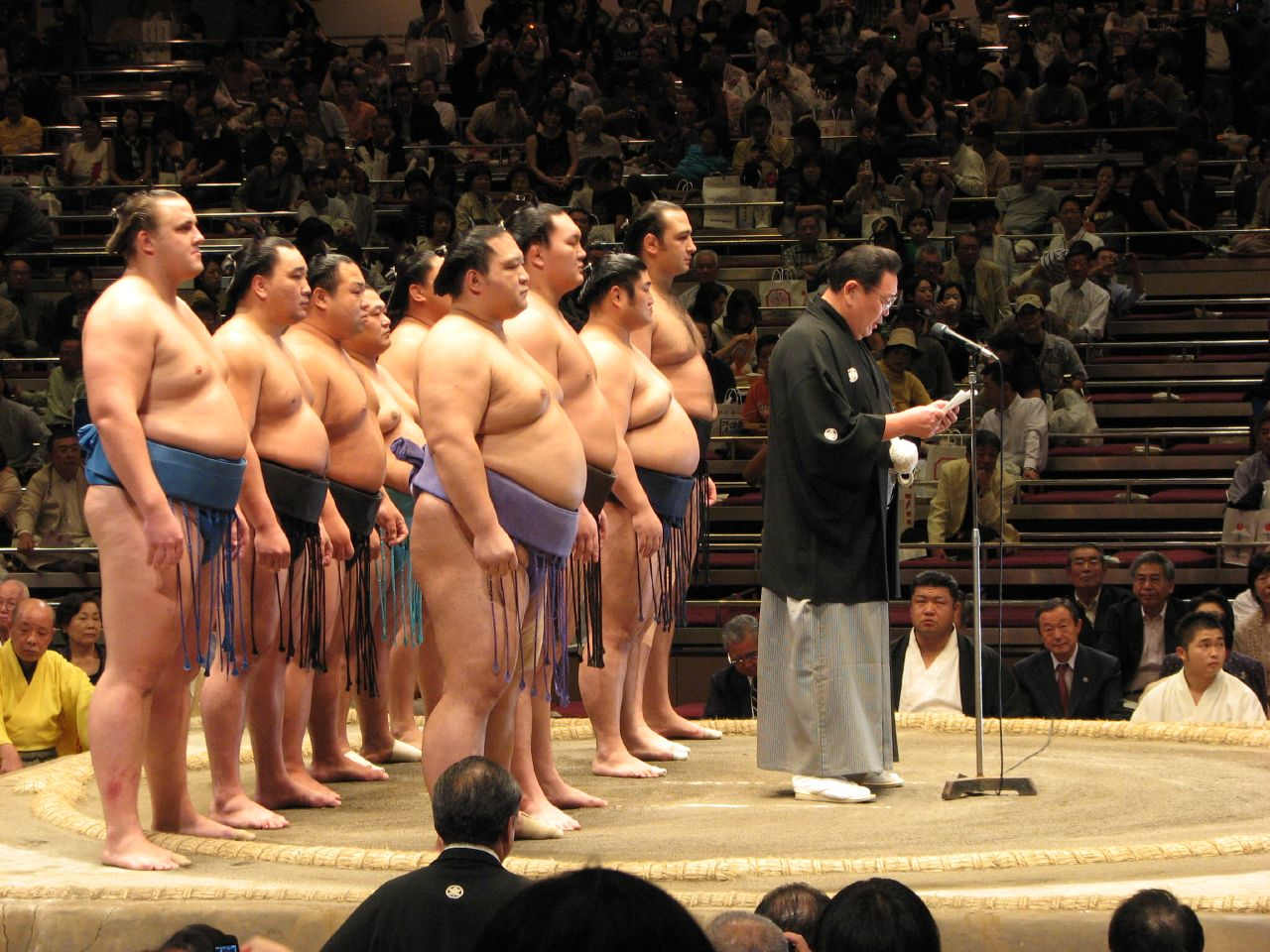
Presidente de la Asociación Japonesa de Sumo Musashigawa (ex Mienoumi) dirigiéndose al público en el comienzo del último día del Torneo de septiembre 2008.

La relación de los miembros de la Asociación Japonesa de Sumo esta fundamentada principalmente por las reglas y normas relacionadas con la propiedad y transferencia de las "posiciones de anciano" obtenidas por los maestros de la asociación. Estas posiciones son conocidas por otros nombres, y también pueden ser referidas como toshiyori kabu, o "acciones de anciano". Sin embargo, todos estos términos se aplican a la misma situación. Para convertirse en toshiyori, un luchador retirado debe adquirir primero una "posición" o "acción" dentro de la asociación, llamada kabu (株). En el sumo profesional, las posiciones de anciano tienen las mismas características de un activo, derecho de negocios y licencia de práctica a la vez. Cada kabu ostenta el nombre de un myōseki (名跡), es decir, un nombre generacional de familia. Cada luchador que hereda una posición recibe un diploma en el cual se menciona el nombre que ha heredado. A pesar de que el sistema se remonta al período Edo, su organización es opaca y poco clara.

### Elegibilidad

#### Herencia común
Solo los luchadores que hayan alcanzado los rangos del san'yaku (es decir, yokozuna, ōzeki, sekiwake o komusubi) y lo hayan mantenido por al menos un torneo seguido son aptos para optar permanecer como un ejecutivo dentro de la asociación. Los luchadores que hayan obtenido el rango de maegashira deben haberlo mantenido por al menos veinte torneos seguidos, mientras que los luchadores del jūryō deben haber mantenido su título por treinta torneos. Sin embargo, estas condiciones para acceder al estatus de toshiyori son muchos mas estrictas que en los años 90. Durante ese tiempo, las condiciones eran que un luchador tenía que haber competido como mínimo en un torneo del makuuchi o en veinte torneos del jūryō. Los luchadores que hubiesen competido profesionalmente por un total de veinticinco torneos en cualquier división también eran elegibles para heredar una posición. También en el pasado, hubo una regla especial que consistía en que un luchador podía heredar la posición de su maestro (y por consiguiente el establo) si este había participado al menos una vez en un torneo del jūryō. Esto se hizo así con el objetivo de perpetuar las tradiciones de algunos establos particulares.
Los yokozuna y ōzeki reciben un trato preferencial permitiéndoles quedarse dentro de la asociación sin poseer una posición de anciano durante cinco años (yokozuna) y tres años (ōzeki) respectivamente. El luchador luego se convierte en un entrenador en la asociación, de la misma manera que cualquier otro anciano, bajo su nombre de ring (shikona) y por un período determinado, permitiéndole tener más tiempo para que pueda adquirir una posición auténtica y así poder quedarse definitivamente dentro de la Asociación Japonesa de Sumo hasta alcanzar la edad de retiro.
En septiembre de 2021, tras el retiro del ex-yokozuna Hakuhō, la Asociación Japonesa de Sumo le exigió, de manera muy inusual, que firmara un documento en el que se comprometía a mantener "la cultural tradicional y espíritu del sumo", para que este pudiera convertirse en toshiyori bajo el nombre Magaki. En relación a su retiro, algunos ancianos sugirieron que se agregasen otras condiciones a la herencia de su posición, como por ejemplo  el no haber operado un establo durante un período de diez años, sin embargo, estas no fueron agregadas en el acuerdo final.
Dado que no es poco común que varios luchadores provengan de la misma familia, usualmente es aceptado que un luchador en retiro no tenga que cumplir con la cantidad mínima de torneos si este desea heredar la posición adquirida por un miembro de su familia. En adición, los acuerdos de traspaso de posiciones dentro de las familias, tradicionalmente, no se ven afectados por intercambios monetarios. La herencia de ciertas posiciones en una misma familia se extiende también a los suegros.
Cuando un anciano fallece, la administración de su posición recae en las manos de su familia, particularmente en su esposa viuda. Este tipo de situaciones son permitidas debido a que, a pesar de que el nombre asociado con la posición solo puede ser usado por un exluchador dentro de la asociación, el diploma que vienen con este puede ser poseído por una persona no asociada, esto provoca que la asociación no pueda poner presión sobre esa persona para que libere el documento con el nombre. Un ejemplo de este caso fue el del anciano Izutsu (exluchador Sakahoko) el cual murió en 2019, y cuya familia rentó la posición en su poder al exluchador Toyonoshima. Toyonoshima luego se retiró del sumo definitivamente, sin embargo, cuando se supo que la posición de Izutsu iba a ser heredada por el luchador Shimanoumi, este último se casó con la hija de Sakahoko en 2022.
La herencia de una posición es única en el sentido de que la Asociación Japonesa de Sumo o sus directores teóricamente no tienen el poder de nombrar a un sucesor de la misma. La herencia está basada casi exclusivamente en el trato que establezcan el dueño y su sucesor. Estos tratos por lo general son tan solo acuerdos orales entre ambas partes. La propiedad de una posición establece a su dueño como un gerente de la asociación, esto ha hecho que se impongan algunas reglas con respecto a las herencias. Una posición también puede ser intercambiada, permitiéndole a un anciano poseer más de una posición o acción durante toda su carrera de entrenador. Los ancianos frecuentemente negocian sus posiciones ya que estas pueden estar vinculadas a determinados establos, algunos las negocian para, por ejemplo, así asumir el control de alguno de estos. Sin embargo, las posiciones no pueden ser intercambiadas o negociadas con personas fuera de la asociación o con aquellos que no hayan alcanzado los requerimientos necesarios. A pesar de que la Asociación Japonesa de Sumo no puede, en teoría, aprobar o rechazar la transferencia de una posición desde el momento que se han alcanzado los requisitos, un luchador retirado el cual sea apto para heredar un kabu debe primero introducir una solicitud formal dentro de la asociación, llamada toshiyori shūmei keishō todoke (年寄襲名継承届). La ciudadanía japonesa también es un prerrequisito. Aquellos luchadores de origen extranjero que deseen convertirse en toshiyori deberán renunciar a su ciudadanía original para así convertirse en ciudadanos japoneses. En abril de 2021, un panel de expertos publicó un reporte comisionado por la asociación acerca del balance entre los valores tradicionales del deporte, la organización, y las oportunidades de expandir la influencia del mismo. El reporte reafirmó que la obtención de la ciudadanía japonesa era importante para convertirse en toshiyori ya que la persona debe tener "un entendimiento íntimo de los aspectos distintivos de la cultura japonesa y sus costumbres".
Aunque la asociación otorga mucha libertad en cuanto a la herencia de las posiciones, esta también puede generar presión detrás de escena para descalificar a luchadores involucrados en escándalos y que estos no asuman una herencia. Este fue el caso del ex-komusubi Itai el cual estuvo involucrado en un escándalo de arreglos de combates y posteriormente se le fue negada la herencia de la posición Ōnaruto y por ende la herencia del establo homónimo, este último cerrando tras el retiro del ex-sekiwake Kōtetsuyama. Las posiciones en teoría son administradas dentro de un mismo ichimon (grupo de establos), siendo los clanes mas grandes los que ofrecen mas posiciones a sus luchadores cuando se retiran. Dado que los ichimon también fungen como facciones políticas dentro de la Asociación Japonesa de Sumo, los propietarios de las posiciones pertenecientes a un clan son algo recelosos de cederlas a miembros de otro clan. La clausura de un establo y las posiciones compartidas son una oportunidad para que los nombres cambien de clan. En 2010, cuando el anciano Ajigawa (ex-Kōbō) votó en contra de los intereses de su clan (ichimon Tatsunami) para apoyar la elección de Takanohana, el dueño de su posición (Aminishiki, en aquel entonces luchador activo) le pidió que devolviese su nombre para que este no fuese administrado dentro del ichimon Takanohana. También, al momento del retiro del ex-yokozuna Kakuryū, el interés que este tuvo por la posición Otowayama no fue vista como una buena inversión ya que esta posición era administrada dentro del ichimon Nishonoseki y Kakuryū había luchado para  el ichimon Tokitsukaze. Kakuryū, sin embargo, si terminó heredando la posición y posteriormente abrió el establo epónimo, indicando que su herencia del nombre Otowayama fue definitiva y no simplemente una renta. De igual manera, cuando el exluchador Sadanofuji (ichimon Dewanoumi) se retiró, este rentó el nombre Nakamura de su dueño, Yoshikaze (ichimon Nishonoseki). También esta prohibido el traspaso de posiciones a personas fuera de la asociación.
En el caso de una disputa sobre los términos de herencia entre dos maestros, la Asociación Japonesa de Sumo solicitará la renuncia de uno de los dos argumentando que la propiedad de la posición no ha sido resuelta debido a la disputa, y que el supuesto heredero no posee en realidad los derechos de su kabu y su respectivo diploma. Este caso fue notable durante la disputa en la herencia del nombre Kasugayama entre el exluchador Kasugafuji y su heredero Hamanishiki, lo cual ocasionó la clausura del Heya Kasugayama y la posterior incorporación de sus luchadores al ichimon Isegahama.
Todos los exluchadores que hayan asegurado la propiedad de un kabu deben, sin embargo, renunciar a ella cuando han alcanzado la edad de retiro obligatoria de la asociación a los sesenta y cinco años.

#### Proceso de renta
Dado que las posiciones son difíciles y costosas de obtener, un luchador activo que haya alcanzado los criterios necesarios y que además haya asegurado la herencia de una posición puede rentársela a un luchador retirado en un proceso conocido como kari-kabu (借株). Este sistema permite que un luchador pueda trabajar como toshiyori mientras gana algo de tiempo para así obtener una posición por cuenta propia. Esto también le asegura al luchador que renta un flujo de ingreso pasivo sin la necesidad de hacer uso de su posición, la cual mantiene en plena propiedad. Dado que un anciano se le es permitido ser propietario de varios kabu, algunos tienen el suficiente dinero como para rentar otro kabu mientras se espera por el retiro de su sucesor designado. Este fue el caso del ex-ōzeki Kirishima Kazuhiro el cual rentó la posición Shikoroyama de su maestro, el anciano Izutsu (ex-sekiwake Tsurugamine), después de su retiro, cuando este último ya había cedido su posición a su hijo (Sakahoko) y estaba esperando para cederle el nombre Shikoroyama a su segundo hijo (Terao). El juego de herencias a través de la renta de posiciones ha sido a menudo comparado al juego de las sillas musicales. La mayoría de las veces estos arreglos dejan una sensación agridulce, ya que los luchadores que no pueden costearse una posición por su cuenta deben estar buscando perennemente rentar alguna o si no enfrentarse a dejar la Asociación Japonesa de Sumo. Aunque no es poco común que un anciano cambié de nombre varias veces durante su carrera de entrenador para así mantenerse dentro de la asociación, algunos, como el exluchador Wakajishi, fueron conocidos por tener una suerte increíble para siempre encontrar una posición que rentar, habiéndose cambiado de nombre once veces entre 1983 y 1996. Cuando la Asociación Japonesa de Sumo cambió los estatutos de la organización hacia los de una Fundación de Interés Público Incorporado (Public Interest Incorporated Foundation), el préstamo de posiciones quedó, en teoría, prohibido.

### Valor y rareza

#### Rareza
El valor de las posiciones de anciano en el sumo profesional radica en el hecho de que muchos luchadores han dedicado sus vidas enteras al deporte, algunos convirtiéndose en profesionales antes de los veinte años. Cuando llega el retiro, la gran mayoría de los luchadores regresan al anonimato en un sociedad que tiene poco que ofrecerles, muchos acumulando lesiones y heridas de por vida. Las posiciones de anciano por lo tanto, representan la última esperanza para mantenerse en el mundo deportivo, con la seguridad de un salario y el apoyo de colegas dentro de la asociación. El limitado número de posiciones, la desigual distribución entre los clanes y la incapacidad de algunos luchadores jóvenes para volverse entrenadores han sido citadas como algunas de las causas por la cual el sumo se ha ido atrofiando con los años. La falta de posiciones también ha sido citada por algunos luchadores como un motivo para seguir dando el máximo de sí mismos, incluso más allá de sus límites, con el objetivo de continuar hasta que alguna posición pueda estar disponible para ser adquirida.
El número de posiciones ha sido fijado, en particular para evitar la proliferación de títulos innecesarios. La transferencia de una posición hacia un nuevo dueño nunca es automática, y los futuros compradores deben esperar hasta que el anciano haya dejado la asociación, usualmente por que este último ya ha alcanzado a edad máxima de retiro (a los sesenta y cinco años), para así obtener su posición. En el evento de la muerte de un anciano, el comprador también puede obtener la posición a través de la familia del fallecido. En este último caso, tradicionalmente, se espera que el nuevo comprador provea financieramente a la familia del anciano fallecido, aunque por lo general las transferencias se resuelven depositando una suma total de dinero.

#### Pago
Puede transcurrir varios años para que una posición este disponible para su adquisición, por lo que durante este tiempo muchos luchadores se terminan retirando sin poder continuar como entrenadores dentro de la asociación. La compra de una posición es extremadamente difícil, ya que el estatus de un anciano dentro de la asociación, con la posición ya garantizada y el salario, desarrolla una alta demanda entre los luchadores retirados, haciendo que el valor monetario de las posiciones sea muy alto. Los precios nunca son divulgados. El valor estimado de una posición a menudo se ha calculado al rededor de los millones de yenes, y para los años noventa, al menos unos ¥200 millones de yenes. Bajo los nuevos estatutos de la Asociación Japonesa de Sumo, los precios de compra de las posiciones aun siguen rondando los millones de yenes. Las estimaciones de precios pueden ser realizadas, a pesar del secretismo en las negociaciones de herencia, por algunas causas judiciales abiertas en contra de maestros que han prometido pagar tasas de herencia (el cual fue el caso de la herencia de la posición Tatsunami entre Haguroyama y Asahiyutaka), y también por reportes de pagos de impuestos que reflejan las sumas recibidas por las posiciones (este fue el caso de Wakanohana I el cual le vendió la posición Futagoyama a su hermano Takanohana Kenshi y después tuvo que explicarle a la oficina de impuestos de Tokio más de 300 millones de yenes sin declarar). Después de que la asociación se transformó en un Fundación de Interés Público Incorporado (Public Interest Incorporated Foundation), la venta de posiciones quedó en teoría, prohibida, bajo amenazas de llevar a cabo acciones disciplinarias e incluso hasta una expulsión. Bajo los nuevos estatutos, todas las posiciones son administradas por la misma Asociación Japonesa de Sumo, manteniendo el derecho de los ancianos para recomendar a sus sucesores. Aunque el pago de una suma de dinero para garantizar la herencia ha sido un tema de debate, la asociación ha acordado permitir el pago de una, aparentemente opcional, tasa de consultoría. Si dichas tasas fuesen pagadas, un reporte anual sería requerido y validado por la asociación. Finalmente, el sistema de renta de posiciones fue en teoría abolido también. A pesar de que se dio un período de tres años para la implementación de las nuevas normas, la prensa reportó que las Asociación Japonesa de Sumo, a lo mucho, ha adoptado una actitud de laissez-faire, y que a lo poco, ha llevado a cabo una reforma solo de fachada (tatemae), debido a que las tasas de consultoría pagadas a los dueños anteriores de posiciones no parecen hacer ninguna diferencia con las tasas de herencia pagadas bajo los estatutos viejos, manteniendo en efecto el antiguo sistema de compra. La encuesta anual sobre las compras de posiciones también fue visto como una excusa, ya que no se establecieron criterios de rigor al momento del cambio en el estatus de la asociación. Sin embargo, uno de los efectos del cambio de estatus fue el colapso del valor de las posiciones tras un período de especulación intensa. Al momento que se realizó el cambio de estatus, el 10% de las posiciones estuvieron vacantes debido al retiro de los ancianos mas antiguos y también por la incertidumbre de que las inversiones continuasen bajo el nuevo estatus. Inusualmente, ha habido situaciones donde una herencia ha tomado lugar sin algún intercambio de dinero, este fue el caso cuando el exluchador Ishiura heredó la posición Magaki del exluchador Chikubayama.
La compra de posiciones de anciano es negociada con los bonos y salarios acumulados y con la participación de los grupos de patrocinadores (llamados koenkai). Los luchadores retirados no pueden solicitar préstamos a los bancos, ya que la Asociación Japonesa de Sumo prohíbe el uso de las posiciones como garantía para pagar deudas. Solo los luchadores de más alto rango han podido acumular suficiente dinero durante toda su carrera como para adquirir una posición por su cuenta, y solo los luchadores populares pueden contar con el apoyo de un koenkai. A pesar de que el mercado de posiciones de ancianos crea un solido valor monetario asociado a la propiedad de las mismas, la Asociación Japonesa de Sumo no reconoce algún valor monetario específico sobre las posiciones. Debido a la especulación, generalmente es muy poco rentable invertir en una posición de anciano, ya que el salario asociado al estatus nunca es suficiente para ahorrar y conseguir el título una vez que el luchador ya se ha retirado. Un gran número de luchadores elegibles para heredar una posición no tienen la posibilidad de permanecer en el deporte como entrenadores, debido precisamente a la alta demanda, precio y rareza.

### Proceso extraordinario
Una excepción en la compra de posiciones es hecha a los rikishi mas exitosos, en especial a aquellos yokozuna que hayan marcado una era en el sumo profesional. A estos últimos se le es ofrecido un posición de anciano "vitalicia" o "de generación única" llamada ichidai toshiyori kabu (一代年寄株). Este proceso le permite al luchador quedarse como anciano dentro de la asociación sin necesidad de poseer una posición tradicional, y también pasar al retiro manteniendo su nombre de ring. Solo los luchadores con carreras extraordinarias son elegibles para este privilegio. Estas posiciones de anciano son denominadas "de generación única" porque una vez que su dueño se retira esta deja de existir, haciendo imposible que otros luchadores retirados puedan heredarla.
La posición de generación única solo ha sido ofrecida a tres exluchadores: Taihō, Kitanoumi y Takanohana. Un cuarto, Chiyonofuji, también se le fue ofrecido el estatus pero este prefirió una posición normal adquiriendo así el nombre Kokonoe. Dado que todos los propietarios han sido yokozuna que han completado más de veinte yūshō (victorias de campeonato), este prerrequisito se ha convertido en una meta tradicional para obtener la posición de generación única.
Este sistema de obtención del estatus de toshiyori es la única manera sostenible de extender la cantidad máxima de ancianos en la asociación. Durante los años 90, ciento siete ancianos coexistieron al mismo tiempo, con las ciento cinco posiciones tradicionales mas las dos únicas Taihō y Kitanoumi, estos últimos habiendo adquirido su derecho para convertirse en ancianos bajo sus nombres de ring.
En octubre de 2021, el yokozuna Hakuhō, poseedor del récord numérico de Copas del Emperador, se retiró del sumo profesional, y muchos esperaron a que se le otorgase el derecho para adquirir la posición Hakuhō en vista de sus logros deportivos. Sin embargo, a Hakuhō se le negó la ichidai toshiyori kabu y luego Masayuki Yamauchi (miembro del Consejo de Deliberación de Yokozuna) declaró en un conferencia de prensa que "tal sistema no existe" bajo los nuevos estatutos de la asociación como Fundación de Interés Público Incorporado (Public Interest Incorporated Foundation), dando a entender que el sistema no se seguiría usando. Tras el anuncio, varios críticos compartieron la indignación de no permitirle al más grande campeón en la historia del sumo profesional el beneficio de este honor, acusando al cuerpo de consejeros y expertos de ser incluso más conservador que las mismas personalidades del deporte, o de tener un obsesión con una imagen puramente japonesa del sumo, sin la participación e influencia de los extranjeros. En particular, varias notas informales hechas a la prensa se refirieron a la preocupación de ciertos ejecutivos de la Asociación Japonesa de Sumo acerca de la actitud de Hakuhō, desenterrando miedos de tener que volver a lidiar con un tumulto interno como el ya ocasionado por Takanohana Kōji, el cual disfrutó de los honores del ichidai toshiyori kabu.

## Posiciones conocidas

### Lista de posiciones tradicionales
Existen ciento cinco nombres que se utilizan para referirse a los ancianos dentro de la Asociación Japonesa de Sumo, todos remontándose a inicios del siglo XVIII y mucho antes. La cantidad actual de posiciones disponibles fue definida tras la fusión de las asociaciones de sumo de Tokio y Osaka en 1927. En ese tiempo, la asociación de sumo de Osaka estaba compuesta de diecisiete ancianos mientras que la de Tokio contaba con ochenta y ocho. Desde la fusión, las posiciones oficiales actuales son:
| Nombre de la posición  | Nombre de la posición | Orígenes y observaciones |
| Transliteración Rōmaji | Japonés               | Orígenes y observaciones |
| ---------------------- | --------------------- | --- |
| Ajigawa                | 安治川                | El nombre se origina del Heya Takashima con el ex-komusubi Tomoegata (transferido luego al Heya Tomozuna). Después de su retiro, este asumió el nombre Tamagaki antes de revivir en 1942 la tradición del nombre Ajigawa, el cual había sido descontinuado tras la fusión de las asociaciones de sumo de Osaka y Tokio. |
| Araiso                 | 荒磯                  | |
| Arashio                | 荒汐                  | |
| Asahiyama              | 朝日山                | |
| Asakayama              | 浅香山                | |
| Azumazeki              | 東関                  | |
| Chiganoura             | 千賀ノ浦              | |
| Dekiyama               | 出来山                | El nombre se origina en la Asociación de Sumo de Edo de la era Tenmei. |
| Dewanoumi              | 出羽海                | Un nombre icónico en el mundo del sumo profesional, Dewanoumi proviene de la era Kansei y fue el origen de un luchador llamado Dewanoumi Unemon. Este y el primer sucesor de su nombre (Shikamazu Takiemon) fueron luchadores que se beneficiaron del patrocinio del Dominio Shōnai, y Unemon fue nombrado así originalmente por la provincia de Dewa donde el feudo de sus señores estaba asentado. |
| Edagawa                | 枝川                  | |
| Fujigane               | 富士ヶ根              | |
| Fujishima              | 藤島                  | El nombre se origina en la Asociación de Sumo de Edo de la era Tenmei. |
| Furiwake               | 振分                  | |
| Futagoyama             | 二子山                | |
| Hakkaku                | 八角                  | |
| Hamakaze               | 浜風                  | El nombre se origina en la Asociación de Sumo de Edo de la era Tenmei. |
| Hanakago               | 花籠                  | El nombre se origina en la Asociación de Sumo de Edo de la era Tenmei. |
| Hanaregoma             | 放駒                  | |
| Hatachiyama            | 二十山                | El nombre se origina en la Asociación de Sumo de Edo de la era Tenmei. |
| Hidenoyama             | 秀ノ山                | El nombre emergió a finales del siglo XVIII cuando fue utilizado por un komusubi de nombre Hidenoyama Denjirō, el cual aun era un luchador activo y utilizó el sistema de dos licencias para también ejercer como entrenador. En 1828, su nombre y su establo fueron heredados por el ex-ōzeki Genjiyama. |
| Ikazuchi               | 雷                    | El nombre se remonta a la Asociación de Sumo de Edo de la era Tenmei. En 1864, las autoridades de Edo recibieron una petición de un rōnin de sumo llamado Izakuchi Gondaiyū para organizar un torneo tras haber obtenido el permiso para levantar la prohibición y proponer una nueva etiqueta asociada al manejo de los combates. |
| Inagawa                | 稲川                  | |
| Irumagawa              | 入間川                | El nombre se origina en la Asociación de Sumo de Edo de la era Tenmei. |
| Isegahama              | 伊勢ヶ濱              | El nombre apareció por primera vez cuando un gyōji, el Quinto Shikimori Inosuke, empezó a entrenar luchadores bajo el sistema de dos licencias. |
| Isenoumi               | 伊勢ノ海              | El nombre se remonta a la Asociación de Sumo de Edo de la era Tenmei. Se originó en el linaje de la familia de gyōji Shikimori. Esta familia fue fundada por un exluchador el cual luego se convirtió en anciano bajo el nombre Isenoumi Godaiyū. El mismo Isenoumi fue nombrado así por la Bahía de Ise. Isenoumi luego cambió su nombre a Shikimori Godaiyū y empezó su propia línea de árbitros, mientras que su nombre inicial permaneció como una posición dentro de la asociación.                                              |
| Iwatomo                | 岩友                  | |
| Izutsu                 | 井筒                  | El nombre se origina en la Asociación de Sumo de Edo de la era Tenmei. |
| Jinmaku                | 陣幕                  | El nombre se origina en la Asociación de Sumo de Osaka. |
| Kabutoyama             | 甲山                  | |
| Kagamiyama             | 鏡山                  | |
| Kasugano               | 春日野                | |
| Kasugayama             | 春日山                | El nombre se origina en la Asociación de Sumo de Edo de la era Tenmei. |
| Kataonami              | 片男波                | El nombre se remonta a la Asociación de Sumo de Edo de la era Tenmei. El nombre está inspirado por la playa Kataonami en la ciudad de Wakayama. |
| Katsunoura             | 勝ノ浦                | El nombre se origina en la Asociación de Sumo de Edo de la era Tenmei. |
| Kimigahama             | 君ヶ濱                | |
| Kiriyama               | 桐山                  | El nombre se origina en la Asociación de Sumo de Edo de la era Tenmei. |
| Kise                   | 木瀬                  | El nombre se remonta a la Asociación de Sumo de Edo de la era Tenmei. El nombre es una abreviación del nombre de su primer dueño, el gyōji Kimura Sehei (木村瀬平), el cual obtuvo el derecho para entrenar a luchadores mientras continuaba con sus actividades de arbitraje. Su nombre es entonces considerado una posición por propio derecho y es heredado por el Noveno Kimura Shōnosuke. |
| Kitajin                | 北陣                  | |
| Kiyomigata             | 清見潟                | El nombre se origina en la Asociación de Sumo de Edo de la era Tenmei. |
| Kokonoe                | 九重                  | El nombre se origina en la Asociación de Sumo de Edo de la era Tenmei. |
| Kumagatani             | 熊ヶ谷                | |
| Kumegawa               | 粂川                  | El nombre se origina en la Asociación de Sumo de Edo de la era Tenmei. |
| Magaki                 | 間垣                  | El nombre se origina en la Asociación de Sumo de Edo de la era Tenmei. |
| Matsuchiyama           | 待乳山                | |
| Matsugane              | 松ヶ根                | |
| Michinoku              | 陸奥                  | |
| Mihogaseki             | 三保ヶ関              | El nombre tiene sus orígenes en la Asociación de Sumo de Osaka. Allí, se convirtió en una posición icónica antes de que las dos asociaciones se fusionaran. Mihogaseki también fue el nombre de un establo que tuvo la distinción de ser manejado por un luchador entrenado en un establo Mihogaseki hasta el retiro de Masuiyama II en 2013. |
| Minato                 | 湊                    | |
| Minatogawa             | 湊川                  | |
| Minezaki               | 峰崎                  | |
| Miyagino               | 宮城野                | El fundador del nombre es el ex-sekiwake Miyagino Nishikinosuke, el cual fue nombrado así por una localidad bajo el control de sus patrocinadores del Dominio Sendai (hoy Prefectura de Miyagi). |
| Musashigawa            | 武蔵川                | El nombre se origina en la Asociación de Sumo de Edo de la era Tenmei. |
| Nakadachi              | 中立                  | El origen del nombre esta vinculado a un gyōji, el Cuarto Kimura Shōnosuke, el cual obtuvo el derecho para entrenar a luchadores mientras continuaba con sus actividades de arbitraje bajo el nombre Nakadachi Shōnosuke (中立庄之助). |
| Nakagawa               | 中川                  | |
| Nakamura               | 中村                  | |
| Naruto                 | 鳴戸                  | El nombre se origina en la Asociación de Sumo de Edo de la era Tenmei. |
| Nishiiwa               | 西岩                  | |
| Nishikido              | 錦戸                  | |
| Nishikijima            | 錦島                  | |
| Nishonoseki            | 二所ノ関              | El nombre se originó a finales del período Edo con el ex-ōzeki Nishonoseki Gunemon, el cual obtuvo el derecho para entrenar a luchadores mientras seguía compitiendo en torneos bajo el sistema de dos licencias. Se ha dicho que el nombre de Gunemon estuvo inspirado en los santuarios Nisho construidos en las orillas del Ōshū Kaidō, en la frontera del Dominio Hachinohe, el cual era patrocinador de Gunemon. Hoy en día, la piedra que marca la frontera se sigue llamando puerta/frontera de Nisho (二所の関, Nishonoseki). |
| Oguruma                | 尾車                  | |
| Oitekaze               | 追手風                | El nombre se origina en la Asociación de Sumo de Edo de la era Tenmei. |
| Ōnaruto                | 大鳴戸                | |
| Onoe                   | 尾上                  | El nombre se origina en la Asociación de Sumo de Edo de la era Tenmei. |
| Onogawa                | 小野川                | |
| Ōnomatsu               | 阿武松                | El nombre se originó con la promoción de Ōnomatsu (luego reconocido como el sexto yokozuna) al rango de ōzeki en octubre de 1826. A Ōnomatsu le fue dado su nombre de ring definitivo por sus patrocinadores del Dominio Chōsū para evocar un famoso lugar escénico en Hagi, Prefectura de Yamaguchi. |
| Ōshima                 | 大島                  | |
| Oshiogawa              | 押尾川                | El nombre se origina en la Asociación de Sumo de Osaka. |
| Ōtake                  | 大嶽                  | |
| Otowayama              | 音羽山                | El nombre se origina en la Asociación de Sumo de Edo de la era Tenmei. |
| Ōyama                  | 大山                  | El nombre se origina en la Asociación de Sumo de Edo de la era Tenmei. |
| Sadogatake             | 佐渡ヶ嶽              | El nombre tiene sus origines con un maegashira de la era Meiwa de nombre Sadogatake Sawaemon, el cual adquirió su nombre por la Isla de Sado. El nombre luego es atribuido más adelante a un toshiyori de la Asociación de Sumo de Edo de la era Tenmei. |
| Sakaigawa              | 境川                  | |
| Sanoyama               | 佐ノ山                | Formalmente escrito como 佐野山, el nombre de origina en la Asociación de Sumo de Edo de la era Tenmei. |
| Sekinoto               | 関ノ戸                | |
| Sendagawa              | 千田川                | |
| Shibatayama            | 芝田山                | |
| Shikihide              | 式秀                  | El nombre es una abreviación del nombre de su primer dueño, el gyōji Shikimori Hidegorō, el cual obtuvo el derecho para entrenar a luchadores mientras continuaba con sus actividades de arbitraje. En un principio siendo solo un nombre en la jerarquía de los gyōji, Hidegorō se convirtió en un nombre oficial cuando el tercer dueño del título tuvo éxito al imponer el nombre como una licencia de entrenador completa. |
| Shikoroyama            | 錣山                  | El nombre se origina en la Asociación de Sumo de Edo de la era Tenmei. |
| Shiranui               | 不知火                | |
| Shiratama              | 白玉                  | El nombre se origina en la Asociación de Sumo de Edo de la era Tenmei. |
| Taganoura              | 田子ノ浦              | El nombre se origina en la Asociación de Sumo de Edo de la era Tenmei. |
| Takadagawa             | 高田川                | |
| Takasago               | 高砂                  | El nombre proviene de Takasago Uragorō, el cual, tras su retiro, mantuvo su nombre de ring y entrenó a sus propios reclutas. El propio nombre se origina en un legado del Dominio Himeji inspirado por la Takasago-no-Ura (高砂の浦), una playa famosa en la provincia de Harima (hoy Takasago, Prefectura de Hyōgo). |
| Takasaki               | 高崎                  | |
| Takashima              | 高島                  | |
| Takekuma               | 武隈                  | |
| Takenawa               | 竹縄                  | |
| Tamagaki               | 玉垣                  | El nombre se origina en la Asociación de Sumo de Edo de la era Tenmei. |
| Tamanoi                | 玉ノ井                | El nombre se origina en la Asociación de Sumo de Edo de la era Tenmei. |
| Tanigawa               | 谷川                  | |
| Tatekawa               | 立川                  | El nombre se origina en la Asociación de Sumo de Edo de la era Tenmei. |
| Tateyama               | 楯山                  | El nombre se origina en la Asociación de Sumo de Edo de la era Tenmei. |
| Tatsunami              | 立浪                  | El nombre como posición de anciano tiene su origen en la Restauración Meiji con el ex-maegashira Onigasaki Tsunanosuke, pero la razón de su elección no esta explicada en la historiografía del sumo. |
| Tatsutagawa            | 立田川                | El nombre se origina en la Asociación de Sumo de Edo de la era Tenmei. |
| Tatsutayama            | 立田山                | |
| Tokitsukaze            | 時津風                | El nombre Tokitsukaze tiene sus orígenes en la Asociación de Sumo de Osaka y había sido utilizado durante once generaciones antes de su incorporación a la Asociación de Sumo de Tokio. |
| Tokiwayama             | 常盤山                | El nombre se origina en la Asociación de Sumo de Edo de la era Tenmei. |
| Tomozuna               | 友綱                  | El nombre se origina en la Asociación de Sumo de Edo de la era Tenmei. |
| Urakaze                | 浦風                  | El nombre se origina en la Asociación de Sumo de Edo de la era Tenmei. |
| Wakafuji               | 若藤                  | |
| Wakamatsu              | 若松                  | El nombre se origina en la Asociación de Sumo de Edo de la era Tenmei. |
| Yamahibiki             | 山響                  | |
| Yamashina              | 山科                  | |
| Yamawake               | 山分                  | |

### Posiciones históricas
Antes de que se estableciera una cantidad fija de posiciones, las diferentes asociaciones de sumo en Japón tenían linajes de ancianos cuyo legado de nombres esta actualmente desaparecido. Otros, como los nombres de los dos tate-gyōji, o aquellos que los luchadores han obtenido por un período vitalicio, han sido descontinuados y ya no pueden ser utilizados como posiciones. Estas son:
| Nombre de la posición  | Nombre de la posición | Orígenes y observaciones |
| Transliteración Rōmaji | Japonés               | Orígenes y observaciones |
| ---------------------- | --------------------- | --- |
| Akaō                   | 赤翁                  | Utilizado por el ex-ōzeki Hiodoshi después de su retiro. |
| Akitsushima            | 秋津嶋                | |
| Araiwa                 | 荒岩                  | |
| Asogatake              | 阿蘇ヶ嶽              | |
| Chitosegawa            | 千歳川                | |
| Gofuku                 | 呉服                  | |
| Goshoguruma            | 御所車                | |
| Goshonoura             | 御所ヶ浦              | |
| Izumigawa              | 出水川                | |
| Kagamiyama             | 鏡山                  | |
| Kagura                 | 神楽                  | |
| Kimenzan               | 鬼面山                | |
| Kimura Shōnosuke       | 木村 庄之助           | Nombre del tate-gyōji mayor. Considerado una posición de anciano como muestra de respeto hacia su rango. |
| Kitanoumi              | 北の湖                | Posición vitalicia del yokozuna epónimo Kitanoumi. La posición dejó de existir tras su fallecimiento en 2015. |
| Komatsuyama            | 小松山                | |
| Kujiranami             | 鯨波                  | |
| Kusakaze               | 草風                  | |
| Matawatetsu            | 捻鉄                  | |
| Matsugae               | 松ヶ枝                | |
| Minanogawa             | 男女ノ川              | |
| Nagahama               | 永浜                  | |
| Nanatsumori            | 四賀峰                | |
| Natorigawa             | 名取川                | |
| Negishi                | 根岸                  | Posición de anciano descontinuada en 1951. Previamente reconocida como una posición formal creada en honor a un impresor de nombre Mikawa Jiemon el cual estuvo a cargo de la impresión del banzuke (hoja de clasificación del sumo). Al momento de su desaparición, los ancianos que fueron propietarios de la posición Negishi habían sido responsables de caligrafiar el banzuke desde mediados del siglo XVIII. |
| Ōhashi                 | 大橋                  | |
| Ōikazuchi              | 大雷                  | Título honorífico del ex-yokozuna Umegatani I. |
| Ōkido                  | 大木戸                | |
| Shikimori Inosuke      | 式守 伊之助           | Nombre del tate-gyōji menor. Considerado una posición de anciano como muestra de respeto hacia su rango. |
| Taihō                  | 大鵬                  | Posición vitalicia del yokozuna epónimo Taihō. La posición dejó de existir tras el retiro definitivo de Taihō. |
| Takanohana             | 貴乃花                | Posición vitalicia del yokozuna epónimo Takanohana. La posición dejó de existir tras la renuncia y retiro de Takanohana en 2018. |
| Takeshima              | 竹嶋                  | |
| Tomagashima            | 笘ヶ嶋                | |
| Yatsugamine            | 八ッヶ峰              | |
| Yukimiyama             | 雪見山                | |
| Yotsugamine            | 四賀峰                | |

## Jerarquía
No todos los toshiyori son iguales dentro de la Asociación Japonesa de Sumo. Históricamente, los comienzos de la estructura jerárquica se desarrollaron al rededor de los años 1780, cuando los beneficiosos torneos de caridad se fueron organizando. Durante este período, el principal organizador de los torneos y su asistente emergieron como los dos ancianos más importantes dentro de la Asociación de Sumo de Edo. Hoy en día, las posiciones con mayor influencia son compartidas en elecciones llevadas a cabo cada dos años al término del mandato.

### Rangos
Al igual que otros miembros del personal de la JSA (como los árbitros o los ujieres), los ancianos también están sujetos a una estructura de rangos, y solo los miembros más bajos de esta son referidos estrictamente por el nombre de toshiyori. Los rangos actuales son los siguientes:
- Rijichō (理事長, Presidente), primus inter pares entre los riji
- Riji (理事, Director)
- Fuku-riji (副理事, Subdirector)
- Yakuin taigū inn (役員待遇委員, Gerente ejecutivo)
- Iin (委員, Miembro de comité)
- Shunin (主任, Miembro sénior)
- Iin taigū toshiyori (委員待遇年寄, Anciano con privilegios en el comité)
- Toshiyori (年寄, Anciano)
- San'yo (参与, Consultor), ancianos recontratados como consultores entre los sesenta y cinco y setenta años edad.

Cuando un yokozuna o un ōzeki que haya asegurado la propiedad de una posición se retira, este recibe automáticamente una promoción al rango de "Miembro de comité" y se le es dado el derecho para sentarse en los comités de la asociación. Los toshiyori recientemente retirados que hayan obtenido los privilegios del comité tienen la potestad de asistir a las reuniones del gabinete de directores pero todavía no tienen el derecho a voto en la decisiones tomadas allí.
Los toshiyori que ostenten el rango de fuku-riji y riji deben primero ser elegidos por todos los ancianos en las asambleas de la junta de administración llamadas hyōgiin-kai (評議員会). Aquellos que obtengan el estatus de fuku-riji deben también ser designados por el gabinete de directores. En la organización interna de la Asociación Japonesa de Sumo, los fuku-riji fungen como asistentes de los jefes de departamento. Los yakuin taigū inn son designados por el director en jefe.
Los directores, llamados riji, son elegidos por un voto anónimo depositado por todos los ancianos en la junta de administración, y los candidatos son elegidos de entre los mismos toshiyori. Desde 1968, el número de directores en el gabinete ha sido limitado a diez ancianos, aunque se ha destacado que este puede ser extendido hasta un máximo de quince personas si es necesario.
El gabinete de directores, a su vez, elige al presidente de la asociación, llamado rijichō, de entre ellos mismos. Los directores que no son elegidos presidente fungen como jefes de departamento. También, de entre ellos se destaca el Director de operaciones (事業部長, jigyō buchō) el cual es considerado el segundo al mando de la asociación. Cada miembro del gabinete ostenta su cargo por un mandato de dos años.
En 2014, la asociación introdujo un sistema de recontratación de hasta cinco años para aquellos ancianos que hayan alcanzado la edad de retiro obligatoria a los sesenta y cinco años. Bajo este sistema, un anciano puede permanecer como miembro de la asociación mientras aun mantiene su posición, aunque limitado a un rol consultivo ya que este no se le es permitido ser maestro de establo ni tampoco tomar decisiones dentro de las reuniones de la asociación. Además de esto, los ancianos que se benefician de este sistema solo reciben el 70% del salario normal. Dado que los san'yo son empleados recontratados y solamente tienen responsabilidades limitadas, estos vendrían ocupando el rango más bajo en la jerarquía de los toshiyori dentro de la Asociación Japonesa de Sumo.
Aun en 2014, un comité consultivo fue introducido para facilitar el diálogo entre el ministerio y la asociación. Este comité, llamado hyōgi-in (), esta formando por una cantidad igual de luchadores de retirados (los cuales no fueron recontratados bajo el sistema san'yo) elegidos dentro de la asociación y varias personalidades designadas por el ministerio. Sus rangos son iguales al de un director del gabinete de la asociación. Los ancianos pertenecientes a este comité no tienen permitido servir como toshiyori debido a que la autoridad del mismo les permite tener la palabra a la hora de designar o destituir directores. Cada consejero ostenta su cargo por un término de cuatro años. Asumiendo la tarea de "supervisar la ejecución de las actividades de los directores", los auditores pueden asistir a las reuniones tanto del gabinete de directores como de la junta de administración, sin embargo, no tienen derecho a voto. Los miembros asociados previamente electos que decidan regresar a la asociación después de su término de cuatro años en el hyōgi-in lo pueden hacer no si antes ser auditados por un comité de revisión.
En el mundo del sumo profesional, donde el banzuke (y por ende el rango) juegan un papel predominante, un exluchador que se haya convertido en toshiyori siempre es referido por el rango más alto que haya alcanzado en su carrera. Un luchador es incluso a veces considerado como un anciano de segunda categoría si este no ha alcanzado un rango lo suficientemente alto, y esta consideración puede a veces ser un obstáculo para llegar a ocupar cargos importantes en la jerarquía de la asociación después de su retiro.

### Salarios
Los ancianos de la Asociación Japonesa de Sumo reciben un salario que varía dependiendo de su rango dentro de la organización. El ingreso mensual promedio de un toshiyori (para 2018) oscila entre los ¥1.03 millones de yenes, equivalentes a una posición como la de toshiyori (la más baja de la jerarquía), hasta los ¥1.4 millones de yenes, lo cual corresponde al ingreso de un director en el gabinete.
Los salarios (en yenes) por rango en la Asociación Japonesa de Sumo son (para 2018):
| Cargo             | Cargo                  | Cargo   | Salario básico | Bonos       | Bonos           |
| Rango             | Transliteración Rōmaji | Japonés | Salario básico | Bono básico | Bono de reunión |
| ----------------- | ---------------------- | ------- | -------------- | ----------- | --------------- |
| Presidente        | Rijichō                | 理事長  | ¥1.16 millones | ¥288 mil    | ¥50 mil         |
| Director          | Riji                   | 理事    | ¥1.16 millones | ¥288 mil    | ¥50 mil         |
| Subdirector       | Fuku-riji              | 副理事  | ¥1.02 millones | ¥249 mil    | ¥50 mil         |
| Miembro de comité | Iin                    | 委員    | ¥830 mil       | ¥202 mil    | ¥50 mil         |
| Miembro sénior    | Shunin                 | 主任    | ¥700 mil       | ¥175 mil    | ¥50 mil         |
| Anciano           | Toshiyori              | 年寄    | ¥650 mil       | ¥158 mil    | ¥50 mil         |
| Consultor         | San'yo                 | 参与    | ¥700 mil       | ¥175 mil    | Nada            |

En adición a sus salarios, los toshiyori también son elegibles para varios otros bonos contextuales:
| Bonos adicionales (solo directores) | Bonos adicionales (solo directores) | Bonos adicionales (solo directores) |
| Designación                         | Designación                         | Monto del bono (mensual)            |
| ----------------------------------- | ----------------------------------- | ----------------------------------- |
| Bono de sede                        | Presidente                          | ¥50 mil                             |
| Bono de sede                        | Director                            | ¥40 mil                             |
| Bono de fin de año                  | Presidente                          | ¥1.1 millones                       |
| Bono de fin de año                  | Director                            | ¥800 mil                            |
| Prestación de retiro                | Presidente                          | ¥1 millón                           |
| Prestación de retiro                | Director                            | ¥700 mil                            |

| Bono de senioridad | Bono de senioridad       |
| Años de servicio   | Monto del bono (mensual) |
| ------------------ | ------------------------ |
| 6 años o más       | ¥5 mil                   |
| 11 años o más      | ¥8 mil                   |
| 16 años o más      | ¥11 mil                  |
| 21 años o más      | ¥14 mil                  |
| 26 años o más      | ¥17 mil                  |
| 31 años o más      | ¥20 mil                  |

| Bonos de torneos regionales (solo directores) | Bonos de torneos regionales (solo directores) |
| Torneo                                        | Monto del bono                                |
| --------------------------------------------- | --------------------------------------------- |
| Osaka                                         | ¥1.5 millones                                 |
| Nagoya                                        | ¥1.5 millones                                 |
| Fukuoka                                       | ¥1.7 millones                                 |

| Gira regional (solo directores) | Gira regional (solo directores) |
| ------------------------------- | ------------------------------- |
| Por día                         | ¥20 mil                         |

### Medidas disciplinarias
Al igual de los luchadores activos, los toshiyori pueden ser sujetos de medidas disciplinarias.
Los castigos impuestos por la Asociación Japonesa de Sumo consisten en siete niveles (desde el más leve al más grave): Reprimenda, reducción del salario, suspensión, degradación, recomendación para el retiro y finalmente la destitución.
Parece ser que en el caso de un evento en el cual un toshiyori falte a sus deberes como entrenador de los luchadores, y particularmente en el contexto de un escándalo de violencia, la pena que regularmente es impuesta sobre el maestro es la reducción de su salario y la degradación de dos rangos en la jerarquía. En el caso de un falta muy grave, un toshiyori puede perder su derecho a administrar y entrenar un establo.
El tercer castigo más importante para un maestro, la degradación, fue utilizada por primera vez con el ex-yokozuna Wajima (conocido entonces como Hanakago) después de que este introdujera su posición en la asociación como garantía de un préstamo. Treinta y tres años después, Takanohana también fue degradado tras el surgimiento del escándalo Takayoshitoshi.

## Tareas y ocupaciones
Todos los miembros de la asociación que hayan asegurado la propiedad de una posición están envueltos en la administración de los diferentes departamentos de la organización hasta que llegue la edad de retiro obligatoria a los sesenta y cinco años.

### Entrenamiento y operación del establo
Solamente luchadores retirados pueden abrir establos. En el sumo, donde es muy importante atraer a la mayor cantidad de reclutas posibles al establo, los presencia de los ancianos, los cuales fueron luchadores populares, es un factor clave para la perpetuación del deporte. Los ancianos que sean dueños de establos son por lo general los más ocupados, ya que estos son responsables no solo de mantener la red de reclutamiento sino también de entrenar a los luchadores que dependen de sus enseñanzas. A pesar de que todos los ancianos tienen permitido fundar y administrar sus propios establos, solo la mitad de estos ejercen este poder.
Gradualmente por rango, los luchadores se unen a la sesión de entrenamiento y el maestro de establo solo hace presencia una vez que los luchadores del sandanme han comenzado a entrenar. Es común que el shisō supervise el entrenamiento de su heya, aunque si este se encuentra ausente, otro oyakata tomará su lugar. Llegada la edad de retiro obligatoria a los sesenta y cinco años, muchos ancianos deciden permanecer informalmente afiliados a sus antiguos establos, donde proveen de asesoramiento a los luchadores activos y al nuevo maestro que ha heredado la posición. Debido a la alta estima y profundo respeto hacia el estatus de toshiyori, incluso después de haber pasado el retiro final, es común ver a maestros retirados ser tratados con muchísimo respeto por todo el personal del establo. A pesar de que la jerarquía interna de los heya estipula que el shisō es la máxima autoridad en el establo, este no necesariamente recibe un mejor salario que otros toshiyori afiliados al establo ya que cada anciano tiene su promoción dentro de las Asociación Japonesa de Sumo, independientemente del establo que este operando. El shisō, sin embargo, recibe bonos de la asociación relacionados al material que establo necesita para seguir funcionando.
Los ancianos no están distribuidos de manera uniforme entre los establos. Esto ocasiona que haya discrepancias bastante grandes en cuanto a la calidad del entrenamiento en los establos, con algunos, como el Heya Musashigawa teniendo solo un maestro para catorce luchadores, mientras que otros, como el Heya Kasugano, teniendo siete maestros para casi la misma cantidad de luchadores.

### Gestionando la asociación
La gestión de la asociación gira enteramente alrededor de los ancianos. Oficialmente, los toshiyori son reconocidos como fideicomisarios de acuerdo a los estatutos de la asociación. Este tipo de organización es una particularidad del sumo profesional, mientras que en otros deportes, la gestión de las asociaciones a menudo recae en personas ajenas al deporte en cuestión, como por ejemplo abogados o ejecutivos de negocios elegidos por los dueños. La especificidad en el monopolio de los toshiyori para administrar la asociación se basa en el hecho de que estos tienen un profundo entendimiento acerca de los códigos de lucha y las relaciones fraternales, permitiendo así maximizar el bienestar en la organización. La razón por la cual no se ha permitido que se implemente un sistema para que un grupo ajeno maneje la asociación, a pesar del hecho que los toshiyori (reunidos en asamblea) tienen el poder para introducir este cambio, es que la gestión esta, por encima de todo, basada en las relaciones y la confianza entre estos líderes. Estas relaciones han sido construidas a lo largo de toda una carrera en el sumo profesional, incluso desde edades muy tempranas en la adolescencia, por lo que requerir del servicio un personal ajeno a la asociación involucraría entrenar a estas personas en los códigos y normas ya existentes, lo cual tomaría demasiado tiempo a comparación de ser autogestionada por los mismos toshiyori.
Los ancianos están divididos en una junta de fideicomisarios encargados de supervisar las acciones del gabinete de directores, organizada exclusivamente por los mismos ancianos. Por lo general se espera que los ancianos que posean algún establo, sean los más involucrados en la Asociación Japonesa de Sumo.
La Asociación Japonesa de Sumo esta organizada en varios departamentos que supervisan todas las actividades realizadas en la asociación y cada uno de estos es gestionado por ancianos elegidos específicamente para ese cargo.
Es también costumbre para los nuevos ancianos, incluso para un ex-yokozuna, ser asignados como guardias de seguridad del hanamichi en su primer torneo tras su retiro. En el caso de los últimos, los jóvenes retirados son reconocibles por su uniforme de chaqueta azul oscuro la cual porta el escudo de la Asociación Japonesa de Sumo. Otras tareas designadas a los miembros de comité incluyen el manejo de las taquillas de boletos en la entrada del Ryōgoku Kokugikan.
Dependiendo de su distribución, los ancianos también son responsables de barrer o repartir productos. Los ancianos distribuidos dentro del departamento de relaciones públicas también son responsables de gestionar el canal de YouTube de los toshiyori, llamado Oyakata-chan (親方ちゃんねるな).

### Supervisando los combates

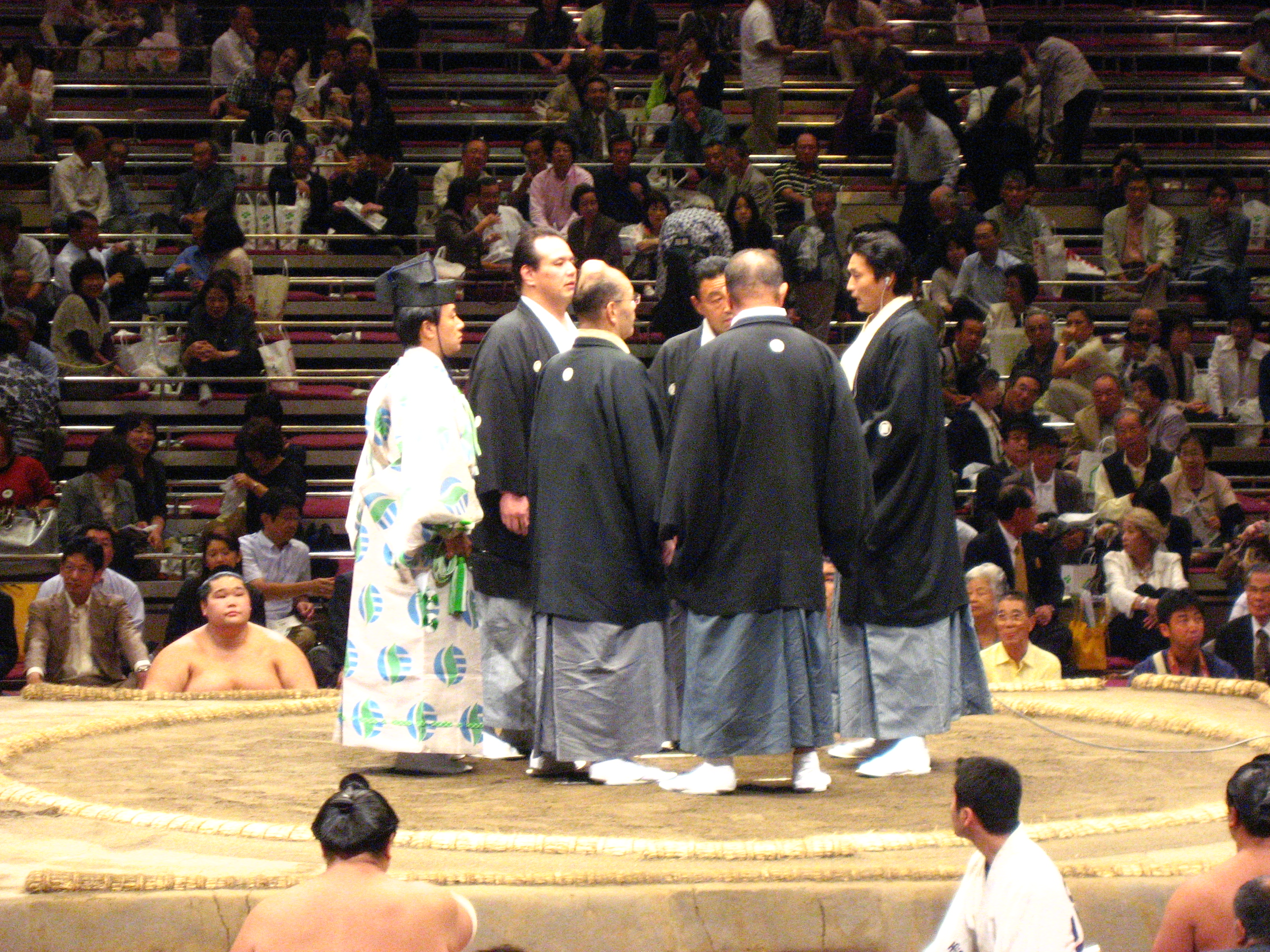
Algunos toshiyori fungen como jueces de ring durante los combates. Aquí puede vérseles debatiendo la decisión del gyōji.

La función de jueces de los ancianos se desarrolló al rededor de los años 1750, tras el surgimiento de intereses vinculados al prestigio de los señores locales. Estos últimos, al ser patrocinadores de algunos luchadores, cuestionaban cada vez más el arbitraje de los combates en donde participaban sus luchadores, en detrimento de las decisiones del gyōji. Para evitar tensiones, los ancianos fueron posicionados en las esquinas del ring para así poder discutir los resultados de los combates.
Al igual que cualquier otro ejecutivo de alto cargo en la asociación, los ancianos responsables de juzgar los combates sirven a su cargo por un período de dos años. El número de jueces esta fijado en veinte, y los lugares están distribuidos equitativamente entre los diferentes ichimon, o clanes, de establos dentro de la asociación. De entre los cinco jueces sentados al rededor del ring, uno sirve como líder de grupo y otro se encargar de llevar el tiempo. Este último es el responsable de mantener los rituales preparatorios dentro del horario, anunciándole discretamente al gyōji (árbitro) cuando el tiempo se ha acabado. En el evento de un disputa en el resultado, los shimpan son los únicos que pueden cuestionar la decisión del gyōji al llamar a una reunión mono-ii (物言い, literalmente "hablar de cosas"). Al hacer esto, estos se mantienen comunicados a través de un auricular con otros dos jueces ubicados en una sala de revisión por video. Una vez analizada la repetición instantánea, estos pueden confirmar la decisión del gyōji (軍配通り, gunbai-dōri, "decisión del gunbai"), anularla (軍配差し違え, gunbai-sashichigae, "indicación errónea"), o ordenar una repetición del combate (取り直し, torinaoshi).

### Citas
1. 1 2 3 4 5 6 7 8 9 10  Gunning, John (13 de junio de 2018). «Byzantine rules govern sumo's name shares». The Japan Times. Archivado desde el original el 30 de mayo de 2021. Consultado el 16 de enero de 2025. (requiere suscripción).
2. ↑  Buckingham, 1994, p. 7.
3. 1 2  Cuyler, 1979, p. 63.
4. ↑  «年寄». Nippon Encyclopedia (Nipponica) (en japonés). Shogakukan. Consultado el 29 de diciembre de 2024 – vía Kotobank.
5. ↑  Kakuma, 1993, p. 189.
6. 1 2  «親方». Obunsha World History Encyclopedia (en japonés) (3 edición). Obunsha. Consultado el 29 de diciembre de 2024 – vía Kotobank.
7. ↑  Newton y Toff, 2000, p. 110.
8. 1 2 3 4 5 6 7  Muto, Yasuaki (Septiembre 2010). «年寄名跡の承継» [A study of succession of elder member name in Grand Sumo]. Faculty of Sports Science (Tesis de masters) (en japonés) (Shinjuku: Universidad de Waseda). Consultado el 9 de enero de 2025.
9. ↑  Buckingham, 1994, p. 82.
10. ↑  West, 1997, p. 171.
11. ↑  Buckingham, 1994, p. 83.
12. ↑  Cuyler, 1979, p. 57.
13. ↑  Kakuma, 1993, p. 16.
14. ↑  Cuyler, 1979, p. 58.
15. ↑  Kakuma, 1993, p. 14.
16. 1 2  Cuyler, 1979, p. 59.
17. ↑  Cuyler, 1979, p. 60.
18. ↑  Cuyler, 1979, pp. 62-63.
19. ↑  Cuyler, 1979, pp. 63-64.
20. 1 2  West, 1997, p. 179.
21. 1 2 3 4 5 6 7 8  Cuyler, 1979, p. 72.
22. ↑  «相撲年寄». The World Encyclopaedia (en japonés). Heibonsha. Consultado el 7 de diciembre de 2023 – vía Kotobank encyclopedia.
23. 1 2 3 4 5  Naoki Iida (9 de marzo de 2005). «第32回 特集展示 大阪相撲の歴史». Museo de Historia de Osaka (en japonés). Consultado el 26 de diciembre de 2024.
24. 1 2 3  Ikeda, Masao (1998). «相撲部屋». The Revised New Edition of the World Encyclopaedia (en japonés). Heibonsha. ISBN 4582040012. Consultado el 23 de febrero de 2024 – vía Kotobank.
25. 1 2 3 4 5  West, 1997, p. 180.
26. 1 2 3 4 5  Cuyler, 1979, p. 143.
27. 1 2 3 4 5 6 7 8 9 10  Cuyler, 1979, p. 144.
28. 1 2 3 4 5 6 7 8  Newton y Toff, 2000, p. 112.
29. 1 2 3 4  Schilling, 1994, p. 56.
30. ↑  Cuyler, 1979, p. 128.
31. 1 2  Hall, 1997, p. 125.
32. ↑  Cuyler, 1979, pp. 128-129.
33. 1 2  Cuyler, 1979, p. 129.
34. ↑  West, 1997, pp. 195-196.
35. ↑  «琴欧洲が日本国籍を取得　欧州出身力士では初». The Nikkei (en japonés). 16 de enero de 2014. Consultado el 18 de enero de 2025.
36. 1 2  «元関脇高見山が１号／日本国籍取得した外国出身力士». Nikkan Sports (en japonés). 21 de julio de 2017. Consultado el 18 de enero de 2025.
37. ↑  «元旭天鵬、モンゴル出身で初の師匠に　友綱部屋継承へ». Asahi Shimbun. 4 de marzo de 2017. Archivado desde el original el 6 de marzo de 2017. Consultado el 18 de enero de 2025.
38. 1 2  «突っ張りも協会改革も一本気　元横綱佐田の山の市川晋松さん【スポーツ鎮魂歌】». Jiji press (en japonés). 5 de diciembre de 2023. Consultado el 19 de enero de 2025.
39. 1 2 3 4  «<第17回>北の湖理事長は親方株の売買を合法化した». Nikkan Gendai (en japonés). 29 de enero de 2015. Consultado el 19 de enero de 2025.
40. 1 2  «佐ノ山親方「九重」継承 年寄株はどうやって手に入れた？». Nikkan Gendai (en japonés). 17 de octubre de 2016. Consultado el 19 de enero de 2025.
41. 1 2  «相撲協会が公益法人申請 理事長「第一歩」来年のスタート目指す». Sports Nippon (en japonés). 14 de septiembre de 2013. Consultado el 13 de junio de 2024.
42. ↑  «新相撲協会スタート 北の湖理事長「公益法人の責務果たす」». Sports Nippon (en japonés). 30 de enero de 2014. Archivado desde el original el 28 de agosto de 2017. Consultado el 16 de mayo de 2024.
43. 1 2 3  «相撲協会:親方の座がら空き　埋まらない１１名跡». Mainichi Shimbun (en japonés). 14 de diciembre de 2013. Archivado desde el original el 23 de enero de 2014. Consultado el 10 de enero de 2025.
44. ↑  West, 1997, p. 165.
45. 1 2  «Controversial report could deny Hakuho deserved elder stock». The Japan Times (en inglés). 21 de abril de 2021. Archivado desde el original el 24 de abril de 2021. Consultado el 16 de enero de 2025. (requiere suscripción).
46. 1 2  Kitade Koichi (29 de marzo de 2024). «「力士をやめたらどうなるの？」». NHK (en japonés). Consultado el 14 de noviembre de 2024.
47. 1 2 3  «知っておきたい！大相撲の年寄株についてわかりやすく解説！». Spaia Sports (en japonés). 11 de agosto de 2016. Consultado el 27 de diciembre de 2023.
48. ↑  Newton y Toff, 2000, p. 135.
49. ↑  Negishi, Atsuo (2007). «年寄名跡». ja (en japonés). Asahi Shimbun. Consultado el 13 de enero de 2025 – vía Kotobank.
50. 1 2 3 4 5 6  Kakuma, 1993, p. 42.
51. ↑  Kitade Koichi (6 de julio de 2021). «特集 - 大相撲の力士をやめたらどうなるの？». NHK (en japonés). Consultado el 16 de diciembre de 2023.
52. 1 2 3 4 5 6 7 8  West, 1997, p. 181.
53. 1 2 3  Japan Echo, ed. (12 de enero de 2022). «Becoming Japanese: Hakuhō and Sumō’s Identity Crisis». Nippon (en japonés). Consultado el 15 de enero de 2025.
54. ↑  «白鵬の年寄名跡襲名は『条件付き承認』へ 資格審査委員会で「10年、部屋を持たせない」などの意見も». Chunichi Sports (en japonés). 30 de septiembre de 2021. Consultado el 18 de enero de 2025.
55. 1 2 3 4 5 6 7 8 9 10  Hall, 1997, p. 95.
56. 1 2  «Stablemaster payout overturned». The Japan Times (en inglés). 18 de diciembre de 2024. Archivado desde el original el 7 de enero de 2019. Consultado el 29 de enero de 2004. (requiere suscripción).
57. 1 2 3 4 5 6  Bandō, Tarō (10 de julio de 2023). «照ノ富士が親方になれないかもしれないという近未来の「年寄株不足」を現役力士の実名を挙げて考察». Mainichi Shimbun (en japonés). Archivado desde el original el 12 de diciembre de 2023. Consultado el 11 de enero de 2025.
58. ↑  West, 1997, pp. 180-181.
59. ↑  «年寄株、処分で玉突き　安治川親方、二子山襲名へ». Asahi Shimbun (en japonés). 8 de julio de 2010. Consultado el 18 de enero de 2025.
60. ↑  «鶴竜親方が年寄「音羽山」襲名 力士２人、床山１人で「音羽山部屋」創設もこの日付で承認される». Nikkan Sports (en japonés). 27 de diciembre de 2023. Consultado el 11 de enero de 2025.
61. 1 2  «春日山親方に辞任勧告 受諾の方向、力士は追手風部屋に移籍へ». Sankei Shimbun (en japonés). 12 de octubre de 2016. Archivado desde el original el 5 de marzo de 2017. Consultado el 15 de enero de 2025.
62. 1 2 3 4  Gunning, John (23 de marzo de 2019). «Sumo 101: Retired stablemasters». The Japan Times (en inglés). Archivado desde el original el 23 de marzo de 2019. Consultado el 18 de enero de 2025. (requiere suscripción).
63. 1 2  West, 1997, p. 188.
64. 1 2  «やっと空いた年寄名跡―海鵬、角界に残った 賭博問題». Asahi Shimbun (en japonés). 19 de julio de 2010. Consultado el 18 de enero de 2025.
65. ↑  «新法人では年寄名跡の「借株」禁止へ». Daily Sports (en japonés). 10 de enero de 2013. Consultado el 18 de enero de 2025.
66. ↑  «豊山が引退、千代大龍に続き実力者が親方として残らず　相撲界衰退に拍車かける年寄制度…指導者になるのに１億円以上が必要な異常さ». Yūkan Fuji (en japonés). 30 de noviembre de 2022. Consultado el 18 de enero de 2025.
67. ↑  Kakuma, 1993, p. 43.
68. ↑  «横綱は引退で数億円の収入！？謎に包まれている退職金と引退相撲興行». victorysportsnews.com (en japonés). 5 de febrero de 2019. Consultado el 18 de enero de 2025.
69. 1 2  «年寄名跡の新規定を承認». Nikkan Sports (en japonés). 31 de enero de 2013. Consultado el 11 de enero de 2025.
70. 1 2  West, 1997, p. 186.
71. ↑  West, 1997, p. 193.
72. ↑  West, 1997, pp. 186-187.
73. ↑  Buckingham, 1994, p. 89.
74. ↑  Buckingham, 1994, p. 89-90.
75. ↑  Newton y Toff, 2000, p. 134.
76. ↑  West, 1997, p. 182.
77. ↑  «Injured Takanohana retires from sumo». The Japan Times (en inglés). 21 de enero de 2003. Archivado desde el original el 14 de septiembre de 2012. Consultado el 30 de marzo de 2024.
78. 1 2 3 4  «白鵬が目安クリアの一代年寄、第三者委が問題視». Asahi Shimbun (en japonés). 19 de abril de 2021. Consultado el 22 de agosto de 2024.
79. ↑  «一代年寄の栄誉、辞退した千代の富士 北の富士さんが明かす舞台裏». Asahi Shimbun (en japonés). 26 de noviembre de 2022. Consultado el 21 de agosto de 2024. (requiere suscripción).
80. 1 2 3 4  «貴乃花親方の退職で一代年寄が不在に». Sports Hochi (en japonés). 2 de octubre de 2018. Consultado el 29 de diciembre de 2024.
81. ↑  Yoshiaki Shichino (3 de octubre de 2021). «FOCUS: Sumo fights hard to muzzle era-defining former yokozuna Hakuhō». Kyodo News. Consultado el 6 de septiembre de 2022.
82. ↑  «白鵬に立ちはだかる「一代年寄」廃止論 落としどころは». Asahi Shimbun (en japonés). 20 de mayo de 2021. Consultado el 18 de enero de 2025.
83. ↑  «Lista de posiciones de anciano por ocupación y afiliación a los establos de sumo y clanes.». Sumo Reference. Consultado el 1 de abril de 2024.
84. 1 2  «大相撲名門列伝シリーズ(4) 立浪部屋» [Serie de biografías de famosos luchadores de sumo (4): El establo Tatsunami]. Sumo (revista) (Baseball Magazine, Inc.) (Noviembre 2017): 25.
85. 1 2 3 4 5 6 7 8 9 10 11 12 13 14 15 16 17 18 19 20 21 22 23 24 25 26 27 28 29 30 31 32 33 34 35 36 37 38  Nagayama Satoshi (19 de enero de 2024). «揺らぐ「相撲部屋」制度―入門者減が招く大相撲の危機とは». Nippon.com (en japonés). Consultado el 10 de enero de 2025.
86. ↑  «大相撲名門列伝シリーズ(1) 出羽海部屋・春日野部屋» [Serie de biografías famosas del sumo (1): Los establos Dewanoumi y Kasugano]. Sumo (revista) (Baseball Magazine, Inc.) (Mayo 2017): 8.
87. ↑  «大関伝　93人目～103人目 - 103人目 源氏山 吉太夫». Atsuo Tsubota Database (en japonés). Archivado desde el original el 8 de diciembre de 2014. Consultado el 12 de octubre de 2023.
88. ↑  Cuyler, 1979, pp. 61-63.
89. 1 2 3  «大相撲人物大事典» [Enciclopedia de personalidades del sumo]. Sumo (revista) (Baseball Magazine, Inc.) (Abril 2001). ISBN 978-4583036403.
90. 1 2  «式守伊之助». Heibonsha Encyclopaedia (en japonés). Consultado el 6 de noviembre de 2023 – vía Kotobank.
91. ↑  «大相撲名門列伝シリーズ(5) 時津風部屋» [Serie de biografías de famosos del sumo (5): El establo Tokitsukaze]. Sumo (revista) (Baseball Magazine, Inc.) (Enero 2018): 30-34.
92. 1 2  «大相撲名門列伝シリーズ(2) 二所ノ関部屋» [Serie de biografías de famosos del sumo (2): El establo Nishonoseki]. Sumo (revista) (Baseball Magazine, Inc.) (Julio 2017): 32.
93. 1 2  «年寄名跡の代々» [Las generaciones de ancianos del sumo]. Sumo (revista) (Baseball Magazine, Inc.) (Enero 1997).
94. ↑  «木村瀬平». Kodansha Digital Dictionary of Japanese Biography +Plus (en japonés). Kodansha. 2015. ISBN 4-06-210800-3. Consultado el 13 de diciembre de 2024 – vía Kotobank.
95. ↑  Koike, Ken'ichi. «名門歴史探訪 相撲部屋物語1 三保ケ関部屋» [Investigación histórica de los prestigiosos establos de sumo (1): Establo Mihogaseki]. Sumo (revista) (Baseball Magazine, Inc.) (Enero 2016): 30.
96. ↑  Ogita, Ryōji (Noviembre 2009). 江差の刀工 萬歳安国一代記 [Una historia de Yasukuni Manzai, el herrero de Esashi] (en japonés). Ogita Kozo. pp. 22-23.
97. ↑  Iwata, Kozo (Enero 1962). 関址と藩界 その歴史地理的解明 [Aclaración histórica y geográfica del lugar de la barrera y de los límites feudales] (en japonés). Yokura Shobo. p. 192.
98. ↑  «白河二所の関碑». Nasu Match. 29 de marzo de 2017. Consultado el 30 de noviembre de 2024.
99. ↑  Atsuo Tsubota. «Biographies of Yokozuna (4th to 13th)» (en japonés). Archivado desde el original el 5 de marzo de 2002. Consultado el 21 de febrero de 2023.
100. ↑  Cuyler, 1979, p. 98.
101. ↑  «大相撲名門列伝シリーズ(5) 時津風部屋» [Serie de biografías de famosos del sumo (5): El establo Tokitsukaze]. Sumo (revista) (Baseball Magazine, Inc.) (Enero 2018): 36-39.
102. ↑  «大関伝　93人目～103人目 - 97人目 緋縅 力弥». Atsuo Tsubota Database (en japonés). Archivado desde el original el 8 de diciembre de 2014. Consultado el 13 de octubre de 2023.
103. 1 2  Kakuma, 1993, p. 55.
104. ↑  Cuyler, 1979, p. 152.
105. ↑  The 28th Kimura Shōnosuke (1994). «梅ヶ谷藤太郎». Asahi Dictionary of Japanese Historical Figures (en japonés). Asahi Shimbun. ISBN 4023400521. Consultado el 31 de diciembre de 2024 – vía Kotobank.
106. ↑  Gunning, John (21 de julio de 2019). «Sumo 101: JSA chairman». The Japan Times. Archivado desde el original el 22 de julio de 2019. Consultado el 3 de mayo de 2024. (requiere suscripción).
107. 1 2 3  «役員改選は３期連続無投票　日本相撲協会». Sankei Shimbun (en japonés). 26 de enero de 2024. Consultado el 24 de agosto de 2024.
108. ↑  «職務分掌 - 理事長および理事». Asociación Japonesa de Sumo (en japonés). Consultado el 28 de marzo de 2024.
109. ↑  «大相撲の力士をやめたらどうなるの？». NHK (en japonés). 29 de marzo de 2024. Consultado el 22 de enero de 2025.
110. 1 2 3  «現役最長身２０４センチ・北青鵬、後輩力士に暴力で引退勧告へ「反省」宮城野親方２階級降格＆減俸も». Sports Hochi (en japonés). 22 de febrero de 2024. Consultado el 19 de enero de 2025.
111. 1 2 3 4 5 6 7  «非協力的姿勢と実績の少なさ、貴乃花親方惨敗の要因». Nikkan Sports (en japonés). 3 de febrero de 2018. Consultado el 22 de enero de 2025.
112. ↑  Buckingham, 1994, p. 4.
113. ↑  «もう許されない相撲協会“理事鎖国”». Sports Nippon (en japonés). 9 de febrero de 2008. Consultado el 13 de junio de 2024.
114. ↑  Hall, 1997, p. 96.
115. ↑  Buckingham, 1994, p. 10.
116. ↑  «なぜ陸奥親方が事業部長、九重親方が役員待遇?! 日本相撲協会の親方職務を読み解く». Nikkan Sports (en japonés). 6 de abril de 2022. Consultado el 20 de agosto de 2024.
117. ↑  «春日野親方が協会ＮＯ２の事業部長に　新任理事の浅香山親方は九州場所担当部長…新職務分掌発表». Sports Hochi (en japonés). 27 de marzo de 2024. Consultado el 30 de marzo de 2024.
118. ↑  «【甘口辛口】株の払底で入手や借りる算段がつかず… 相撲協会の将来を担う人材が再雇用の影響で残れないとしたら本末転倒ではないか». Sankei Sports (en japonés). 6 de mayo de 2023. Consultado el 18 de enero de 2025.
119. ↑  «相撲協会、定年親方の再雇用承認　今後4年で12人対象». The Nikkei (en japonés). 16 de noviembre de 2014. Consultado el 19 de enero de 2025.
120. 1 2  «スポーツ探Q　せめぐ改革と伝統　相撲協会の公益法人案、私の見方». The Nikkei (en japonés). 27 de agosto de 2013. Consultado el 21 de agosto de 2024.
121. 1 2  West, 1997, p. 173.
122. ↑  Schilling, 1994, p. 32.
123. ↑  West, 1997, pp. 182-183.
124. 1 2  «公益財団法人 日本相撲協会役員及び評議員の報酬並びに費用に関する規程». Asociación Japonesa de Sumo (en japonés). Archivado desde el original el 16 de junio de 2024. Consultado el 18 de enero de 2025.
125. ↑  «年寄降格の貴親方　月給64万減、過去に例ない処分». Nikkan Sports (en japonés). 30 de marzo de 2018. Consultado el 22 de enero de 2025.
126. ↑  «貴乃花親方は２階級降格で年寄に、「真摯に受け止める」». Sankei Shimbun (en japonés). 29 de marzo de 2018. Consultado el 19 de enero de 2025.
127. ↑  «北青鵬 "暴力"で引退勧告 宮城野親方は降格の処分案まとめる». NHK (en japonés). 22 de febrero de 2024. Consultado el 12 de junio de 2024.
128. ↑  «日本相撲協会の処分とは». Nikkei Shimbun (en japonés). 28 de junio de 2010. Consultado el 12 de junio de 2024.
129. ↑  «日本相撲協会の処分は７項目 厳重注意は該当せず». Nikkan Sports (en japonés). 24 de abril de 2019. Consultado el 12 de junio de 2024.
130. ↑  «２階級降格と報酬減額処分の宮城野親方「弟子を守れず、深く反省」と謝罪　芝田山広報部長明かす». Nikkan Sports (en japonés). 23 de febrero de 2024. Consultado el 28 de enero de 2025.
131. ↑  «中川親方を降格、部屋閉鎖に　相撲協会、暴力や暴言認定». Asahi Shimbun (en japonés). 13 de julio de 2020. Consultado el 28 de enero de 2025.
132. ↑  «年寄降格の貴親方　月給64万減、過去に例ない処分». Nikkan Sports (en japonés). 30 de marzo de 2018. Consultado el 28 de enero de 2025.
133. ↑  «貴乃花親方は２階級降格で年寄に、「真摯に受け止める」». Sankei Shimbun (en japonés). 29 de marzo de 2018. Consultado el 28 de enero de 2025.
134. ↑  West, 1997, p. 176.
135. 1 2 3  West, 1997, p. 178.
136. 1 2  Newton y Toff, 2000, p. 113.
137. ↑  Cuyler, 1979, p. 140.
138. ↑  Newton y Toff, 2000, p. 111.
139. ↑  «部屋持ちと部屋付き、条件どう違う？／相撲の親方». Nikkan Sports (en japonés). 4 de marzo de 2017. Consultado el 26 de enero de 2025.
140. ↑  Gunning, John (28 de febrero de 2024). «How a rethink of supervision at stables could curtail bullying in sumo». The Japan Times (en inglés). Archivado desde el original el 6 de diciembre de 2024. Consultado el 6 de diciembre de 2024. (requiere suscripción).
141. ↑  West, 1997, pp. 174-175.
142. 1 2  «Ex-yokozuna Hakuho begins new role, provides security at Kyushu sumo tournament». Mainichi Shimbun. 15 de noviembre de 2021. Consultado el 15 de noviembre de 2021.
143. ↑  «教えて！三保ケ関親方！ 「社会貢献部」って何をするところですか？». Osumo3 Web Magazine (en japonés). 4 de mayo de 2024. Consultado el 28 de enero de 2025.
144. ↑  Cuyler, 1979, p. 75.
145. 1 2 3  Hall, 1997, p. 98.
146. ↑  Hall, 1997, p. 75.
147. ↑  Buckingham, 1994, p. 72.